# Rouben Mamoulian
Rouben Zachary Mamoulian (Armeens: Ռուբէն Մամուլեան, Roeben Mamoelean) (Tiflis, 8 oktober 1897 – Hollywood, 4 december 1987) was een Amerikaans regisseur van Armeense komaf.

## Carrière
Hij studeerde dramaturgie en regie in Moskou. In 1920 immigreerde hij naar Londen, waar hij twee jaar later zijn debuut maakte als toneelregisseur. Hij ging in 1923 naar de VS en debuteerde in 1927 op Broadway. Zijn eerste speelfilm was Applause (1929). In de jaren '30 brak hij door met films als Dr. Jekyll and Mr. Hyde (1931), Queen Christina (1933) en Becky Sharp (1935).
Na de Tweede Wereldoorlog draaide hij onder meer de muziekfilms Summer Holiday (1948) en Silk Stockings (1957).

## Filmografie
- 1929: Applause
- 1931: Dr. Jekyll and Mr. Hyde
- 1931: City Streets
- 1932: Love Me Tonight
- 1933: Queen Christina
- 1933: The Song of Songs
- 1934: We Live Again
- 1935: Becky Sharp
- 1936: The Gay Desperado
- 1937: High, Wide, and Handsome
- 1939: Golden Boy
- 1940: The Mark of Zorro
- 1941: Blood and Sand
- 1942: Rings on Her Fingers
- 1944: Laura (vervangen door Otto Preminger)
- 1948: Summer Holiday
- 1952: The Wild Heart (slechts enkele scènes)
- 1957: Silk Stockings
- 1959: Porgy and Bess (vervangen door Otto Preminger)
- 1963: Cleopatra (vervangen door Joseph L. Mankiewicz)